# Kanton Pützlingen
Der Kanton Pützlingen war eine Verwaltungseinheit im Distrikt Nordhausen des Departements des Harzes im napoleonischen Königreich Westphalen. Hauptort des Kantons und Sitz des Friedensgerichtes war Pützlingen im heutigen thüringischen Landkreis Nordhausen. Das Gebiet des Kantons umfasste 13 Orte im heutigen Freistaat Thüringen.
Zum Kanton gehörten die Ortschaften:

- Pützlingen
- Bliedungen
- Epschenrode
- Etzelsrode
- Gratzungen
- Haferungen
- Holbach
- Immenrode
- Königsthal
- Liebenrode
- Schiedungen
- Trebra
- Werningerode